# The Gent from Honduras
The Gent from Honduras è un cortometraggio muto del 1912 prodotto dalla Kalem Company e diretto da George LeSoir, un regista che proveniva dal teatro. Distribuito in sala dalla General Film Company il 29 maggio 1912, il film era interpretato da Tom Moore e da Eileen Errol. L'attrice girò tre film per la Kalem, tutti nel 1912.

## Produzione
Il film fu prodotto dalla Kalem Company.

## Distribuzione
Distribuito dalla General Film Company, il film - un cortometraggio di una bobina - uscì nelle sale cinematografiche degli Stati Uniti il 29 maggio 1912. Nelle proiezioni, veniva programmato con il sistema dello split reel, accorpato in un'unica bobina con un altro cortometraggio prodotto dalla Kalem, il documentario Luxor, Egypt.